# Memoriał Alfreda Smoczyka 1967
XVII Memoriał Alfreda Smoczyka odbył się 3 września 1967 r. Wygrał Henryk Glücklich z bydgoskiego klubu.

## Wyniki
3 września 1967 r. (niedziela), Stadion im. Alfreda Smoczyka (Leszno)
| Msc. | Zawodnik                  | Klub              | Pkt |           |  |
| ---- | ------------------------- | ----------------- | --- | --------- |  |
| 1    | (11) Henryk Glücklich     | Polonia Bydgoszcz | 12  | (3,3,3,3) |  |
| 2    | (10) Kazimierz Bentke     | Unia Leszno       | 10  | (3,2,2,3) |  |
| 3    | (7) Jan Kusiak            | Unia Leszno       | 9   | (3,3,3,u) |  |
| 4    | (9) Bohdan Jaroszewicz    | Sparta Wrocław    | 8   | (3,1,3,1) |  |
| 5    | (1) Zdzisław Waliński     | Unia Leszno       | 8   | (2,2,2,2) |  |
| 6    | (8) Joachim Maj           | Górnik Rybnik     | 7   | (2,3,2,u) |  |
| 7    | (2) Stanisław Tkocz       | Górnik Rybnik     | 5   | (2,d,d,3) |  |
| 8    | (3) Edward Kupczyński     | Gwardia Łódź      | 5   | (2,1,2,d) |  |
| 9    | (13) Stanisław Bombik     | Kolejarz Opole    | 4   | (1,2,1,0) |  |
| 10   | (5) Paweł Mirowski        | Gwardia Łódź      | 4   | (1,d,1,2) |  |
| 11   | (4) Rajmund Świtała       | Polonia Bydgoszcz | 4   | (1,1,1,1) |  |
| 12   | (12) Kazimierz Grudziński | Start Gniezno     | 2   | (1,1,0,0) |  |
| 13   | (6) Bogumił Grudziński    | Kolejarz Opole    | 0   | (0,0,d,0) |  |
|      | (R1) Zbigniew Jąder       | Unia Leszno       | ns  |           |  |